# Entartete Kunst
Entartete Kunst (dekadent, forvansket kunst, "degenereret kunst") var den tyske betegnelse, nationalsocialisterne brugte om kunst, de ikke brød sig om. Ekspressionistiske og avant-gardistiske kunstnere, især hvis de var jøder, var forhadte. Nazisternes kunst skulle afspejle den tyske folkesjæl, og specielt var det ønskværdigt, at billeder kunne afspejle et særligt tilhørsforhold mellem den enkelte tysker og hans hjemstavn (Heimat).
En udstilling af "Entartete Kunst" turnerede i Tyskland med værker af de kunstnere, tyskerne skulle holde sig fra
En række kunstnere fik forbud mod at udøve deres kunst. Mange af dem var internationalt anerkendte.

## Eksempler på tyske kunstnere, hvis kunst blev anset for "entartet"
- Ernst Barlach
- Willi Baumeister
- Max Beckmann
- Karl Caspar
- Heinrich Maria Davringhausen
- Otto Dix
- Max Ernst
- Otto Griebel
- George Grosz
- Wilhelm Groß
- Karl Hofer
- Ernst Ludwig Kirchner
- Paul Klee
- Oskar Kokoschka
- Otto Mueller
- Emil Nolde
- Otto Pankok
- Max Pechstein
- Leo Putz
- Franz Radziwill
- Hans Richter
- Joachim Ringelnatz
- Karl Schmidt-Rottluff
- Fritz Stuckenberg
- Christoph Voll